# 대한민국 민법 제8조
대한민국 민법 제8조는 미성년자의 영업의 허락에 대한 민법총칙 조문이다. 영업 허락과 행위능력과 법정대리인의 취소 또는 제한을 규정하여 미성년자의 경제적 자율성을 보장하면서도 법정대리인의 감독 아래에서 이루어지는 특정한 경제활동에 한정하여 책임 있는 행위를 가능하게 하기 위한 조항이다.

## 조문
제8조(영업의 허락) ① 미성년자가 법정대리인으로부터 허락을 얻은 특정한 영업에 관하여는 성년자와 동일한 행위능력이 있다.

② 법정대리인은 전항의 허락을 취소 또는 제한할 수 있다. 그러나 선의의 제삼자에게 대항하지 못한다.

第8條(營業의 許諾) ① 未成年者가 法定代理人으로부터 許諾을 얻은 特定한 營業에 關하여는 成年者와 同一한 行爲能力이 있다.

②法定代理人은 前項의 許諾을 取消 또는 制限할 수 있다. 그러나 善意의 第三者에게 對抗하지 못한다.

## 비교 조문
일본민법 제6조 (미성년자의 영업의 허가) 1. 한 종류 또는 여러 종료의 영업을 허락받은 미성년자는 그 영업에 관하여는 성년자와 동일한 행위능력을 가진다.
2. 전항의 경우에 있어서 미성년자가 그 영업을 감당할 수 없는 사유가 있는 때에는 그 법정대리인은 제4편(친족)의 규정에 좇아, 그 허가를 취소하거나 이를 제한할 수 있다.

민법 제826조의2 (성년의제) 미성년자가 혼인을 한 때에는 성년자로 본다.

상법 제7조 (무능력자와 무한책임사원) 미성년자 또는 한정치산자가 법정대리인의 허락을 얻어 회사의 무한책임사원이 된 때에는 그 사원자격으로 인한 행위에는 능력자로 본다.

민사소송법 제55조(제한능력자의 소송능력)① 미성년자 또는 피성년후견인은 법정대리인에 의해서만 소송행위를 할 수 있다. 다만, 다음 각 호의 경우에는 그러하지 아니하다.
1. 미성년자가 독립하여 법률행위를 할 수 있는 경우

## 사례
- 고등학교를 졸업한 만 19세의 미성년자가 꽃가게를 하는 경우 부모님이 영업하는 것에 대해서 허락을 하게 되면 영업과 관련하여 체결한 계약은 미성년자임을 이유로 취소할 수 없게 되고 미성년자는 자신의 영업 일반에 대해 성인으로서의 책임을 져야 한다[1].

## 참고 문헌
- 오현수, 일본민법, 진원사, 2014. ISBN 9788963463452
- 오세경, 대법전, 법전출판사, 2014 ISBN 9788926210277
- 이준현, LOGOS 민법 조문판례집, 미래가치, 2015. ISBN 9791155020869

## 같이 보기
- 미성년자
- 행위능력
- 대한민국 상법 제7조
- 법정대리인